# Självporträtt (Rembrandt)
Självporträtt av den nederländske konstnären Rembrandt kan avse ett flertal konstverk i olika tekniker som utfördes såväl i konstnärens ungdom som ålderdom. Åtminstone 86 självporträtt av Rembrandt är kända, varav mer än hälften är oljemålningar och knappt hälften etsningar. Det är fler än någon annan konstnär i europeisk konsthistoria. De är idag utställda på ett stort antal av världens främsta museer, däribland Rijksmuseum i Amsterdam, Louvren i Paris, Gemäldegalerie i Berlin, National Gallery i London, Uffizierna i Florens och Metropolitan Museum of Art i New York.  
Rembrandts äldsta självporträtt i olja målades omkring 1627 då han var 21 år gammal och fortfarande bosatt i sin hemstad Leiden. De tidiga självporträtten var vanligen små tavlor där han avbildade sig själv i alldagliga kläder (till exempel Nationalmuseums målning). År 1631 flyttade han till Amsterdam där han snabbt blev berömd och aktad för sin skicklighet. Självporträtten från denna tid är präglade av framgången och det ökade självförtroendet; han ikläder sig ofta fina kläder, fjäderhattar och guldkedjor. Hans framgång innebar också att han kunde driva en ateljé med många lärlingar. Flera porträtt av honom från denna tid som tidigare betraktades som självporträtt har fått sin autenticitet ifrågasatt och istället har elever och medarbetare i hans ateljé lyfts fram som upphovsmän. I och med hustruns Saskia Uylenburgh död 1642 inleddes en rad av kriser i Rembrandts liv som kulminerade 1656 då han försattes i personlig konkurs. Under perioden 1645–1652 målade han inga självporträtt. Då han åter började måla självporträtt är kläderna enklare. Året som han dog – 1669 då han var 63 år gammal – målade han inte mindre än tre självporträtt där han avbildade sig själv utan försköning som en åldrad och sliten man.

## Nationalmuseums självporträtt
Ett självporträtt som Rembrandt utförde 1630 – då han var 24 år – ingår i Nationalmuseums samlingar i Stockholm. Det inköptes i samband med museets Rembrandtutställning 1956 och framställer konstnären som en allvarlig, ganska dyster ung man. Självporträtt är en till formatet liten målning och mäter endast 12,2 x 15,5 cm. Det är målat med oljefärg på kopparplåt, det material han utförde sina etsningar på. Ovanligt nog har konstnären använt sig av en grundering i blyvitt täckt med bladguld, troligen för att ge större lyster åt färgerna. Självporträttet är målat med små fina penseldrag, vilket är typiskt för Rembrandts tidiga verk då han ännu var starkt influerad av de så kallade finmålarna i Leiden.

### Konstkuppen 2000
Strax innan Nationalmuseum skulle stänga klockan 17.00 den 22 december 2000 stals Rembrandts självporträtt och två målningar av Auguste Renoir (Ung parisiska och Konversation) av beväpnade män. Efter en omfattande utredning och med bistånd av FBI kunde självporträttet återbördas den 21 september 2005, samma dag som Nationalmuseum hade premiärvisning för den nya utställningen ”Holländsk guldålder” (Renoirtavlorna var då redan återbördade). De som försökt sälja målningen, frikändes senare på grund av brottsprovokation.

## Lista över ett urval av Rembrandts självporträtt
| Titel | År              | Storlek (cm)  | Typ                  | Museum                                                     | Anmärkning | Bild |
| --- | --------------- | ------------- | -------------------- | ---------------------------------------------------------- | --- | ---- |
| Rembrandt Laughing (Rembrandt skrattar) | ca. 1628        | 22,2 x 17,1   | olja på koppar       | J. Paul Getty Museum, Los Angeles                          | Detta självporträtt från konstnärens tid i Leiden inköptes av Getty Museum 2013. |      |
| Jugendliches Selbstbildnis (Ungdomligt självporträtt) | 1629            | 15,5 x 12,7   | olja på ekpannå      | Alte Pinakothek, München                                   | Ett mycket snarlikt självporträtt är utställt på Rijksmuseum. |      |
| Self-portrait, age 24 (Självporträtt, 24 år) | 1629            | 89,7 x 73,5   | olja på ekpannå      | Isabella Stewart Gardner Museum, Boston                    | |      |
| Selbstbildnis mit Halsberge (Självporträtt med halsband) | 1629 cirka      | 38,2 x 31     | olja på ekpannå      | Germanisches Nationalmuseum, Nürnberg                      | En snarlik målning finns på Mauritshuis. Från början trodde man att den versionen var originalet och Nürnbergversionen var en kopia av någon i kretsen runt Rembrandt. 1998 kom dock experterna fram till att det förhöll sig tvärtom.                                                                                             |      |
| Självporträtt | 1630            | 15,5 x 12     | olja på koppar       | Nationalmuseum, Stockholm                                  | |      |
| Portrait of the Artist as a Young Man | 1630-1631       | 69,7 x 57     | olja på pannå        | Walker Art Gallery, Liverpool                              | Sedan 1953 på Walker Art Gallery. |      |
| Portrait de l'artiste en costume oriental (Porträtt av konstnären i orientalisk dräkt)                                                                                                   | 1631 (cirka)    | 65 x 52       |                      | Petit Palais, Paris                                        | Ingår sedan 1902 i Musée des Beaux-arts de la Ville de Paris samlingar som ställs ut i Petit Palais. Enda självporträtten i helfigur. Hunden målades dit ett par år efter, kanske för att dölja något som Rembrandt inte var nöjd med.                                                                                             |      |
| Self Portrait | 1632            | 63,5 x 46,3   | olja på pannå        | Burrell Collection, Glasgow                                | |      |
| Autoportrait à la toque et à la chaîne d'or (Självporträtt med kockmössa och guldkedja)                                                                                                  | 1633            | 70 x 53       | olja på ekpannå      | Louvren, Paris                                             | Sedan 1793 i Louvren. |      |
| Autoportrait, tête nue (Självporträtt med bart huvud) | 1633            | 60 x 47       | olja på pannå        | Louvren, Paris                                             | På Louvren sedan 1806. |      |
| Selbstbildnis mit Samtbarett und einem Mantel mit Pelzkragen (Självporträtt med sammetbarett och en kappa med pälskrage)                                                                 | 1634            | 58,3 x 47,5   | olja på ekpannå      | Gemäldegalerie, Berlin                                     | Fredrik Vilhelm I av Preussen köpte tavlan 1736 som 1830 överfördes till Gemäldegalerie. Museet äger också porträttet Rembrandt mit Samtbarett und eiserner Halsschiene som utfördes samma år och i samma storlek. Det har tidigare attribuerats Rembrandt själv och Govert Flinck; idag är det tillskrivet "Rembrandts verkstad". |      |
| Zelfportret met helm (Självporträtt med hjälm) | 1634            | 80,5 x 66     | olja på mahognypannå | Schloss Wilhelmshöhe (Gemäldegalerie Alte Meister), Kassel | Attribuering Rembrandt själv eller hans verkstad. Det på tavlan angivna årtalet 1634 är ditskrivet senare, men sannolik utifrån en stilanalys. |      |
| Zelfportret als de verloren zoon (Självporträtt som den förlorade sonen) Rembrandt und Saskia im Gleichnis vom verlorenen Sohn (Rembrandt med Saskia i liknelsen om den förlorade sonen) | cirka 1635      | 161 x 131     | olja på duk          | Gemäldegalerie Alte Meister, Dresden                       | Föreställer konstnären och hans hustru Saskia Uylenburgh i liknelsen om den förlorade sonen. Krigsbyte i Sovjetunionen 1945–1955. |      |
| Autorretrato com corrente de ouro (Självporträtt med guldkedja) | cirka 1635      | 59,8 x 44,9   | olja på pannå        | Museu de Arte de São Paulo                                 | Osäker attribuering, signaturen tillagd senare. Datering osäker. |      |
| Self-portrait, wearing a Feathered Bonnet (Självporträtt med fjäderhatt) | 1635            | 91,2 x 71,9   | olja på pannå        | Buckland Abbey, Devon                                      | Attribuerad Rembrandt eller hans verkstad. |      |
| Self-Portrait in a Black Cap | cirka 1637      | 63 x 50,7     | olja på ekpannå      | Wallace Collection, London                                 | Attribuerad till Rembrandt själv eller hans verkstad. |      |
| Halffiguur van een jongeman met halsberg en baret (Porträtt av en ung man med halsharnesk och barett)                                                                                    | cirka 1639      | 62,5 x 54     | olja på pannå        | Uffizierna, Florens                                        | Såväl upphovsman och motiv som datering är osäker. |      |
| Autoportrait à la toque sur fond d'architecture (Självporträtt med arkitektonisk bakgrund)                                                                                               | cirka 1639      | 80 x 62       | olja på ekpannå      | Louvren, Paris                                             | Attribueras till Rembrandt själv eller hans verkstad. Inskription med signatur och datering tillagd senare. |      |
| Der Rohrdommeljäger (Rördromsjägaren) Zelfportret met roerdomp (Självporträtt med rördrom)                                                                                               | 1639            | 121 x 89      | olja på ekpannå      | Gemäldegalerie Alte Meister, Dresden                       | En rördrom i förgrunden och ett självporträtt som jägare i bakgrunden. |      |
| Self Portrait at the Age of 34 | 1640            | 91 x 75       | olja på duk          | National Gallery, London                                   | Rembrandt har porträtterat sig i kläder som var på modet hundra år tidigare inspirerad av Albrecht Dürer, Tizian och Rafael. |      |
| Self-Portrait | cirka 1640      | 62,5 x 50     | olja på ekpannå      | Norton Simon Museum, Pasadena, Kalifornien                 | Attribuerad till Rembrandt själv, Carel Fabritius eller annan konstnär i Rembrandts verkstad. |      |
| Self-Portrait in a Flat Cap | 1642            | 70,4 x 58,8   | olja på ekpannå      | Royal Collection/ Buckingham Palace                        | Detta självporträtt visar konstnären på höjden av sin framgång, 36 år gammal. Målningen inköptes 1814 av Georg IV av Storbritannien som var en stor beundrare av Rembrandt. |      |
| Zelfportret met baret en twee gouden kettingen (Självporträtt med barett och två guldkedjor)                                                                                             | cirka 1642      | 72,2 x 58,3   | olja på ekpannå      | Museo Thyssen-Bornemisza Madrid                            | |      |
| Selbstbildnis (Självporträtt) Zelfportret met baret en rode mantel (Självporträtt i barett och röd dräkt)                                                                                | cirka 1645      | 68,5 x 56,5   | olja på ekpannå      | Staatliche Kunsthalle Karlsruhe                            | |      |
| Großes Selbstbildnis (Stort självporträtt) | 1652            | 112 x 81,5    | olja på duk          | Kunsthistorisches Museum, Wien                             | Rembrandt avbildar sig här i arbetskläder. Tillhör Kunsthistorisches Museum sedan 1720, som äger ytterligare två självporträtt av Rembrandt varav det ena benämns Kleines Selbstbildnis. |      |
| Selbstbildnis (Självporträtt) | 1654            | 72 x 58,5     | olja på duk          | Schloss Wilhelmshöhe (Gemäldegalerie Alte Meister), Kassel | Attribueras till Rembrandt. |      |
| Kleines Selbstbildnis (Litet självporträtt) | cirka 1657      | 48 x 40,6     | olja på valnötspannå | Kunsthistorisches Museum, Wien                             | Tillhör Kunsthistorisches Museum sedan 1783, som äger ytterligare två självporträtt av Rembrandt varav det ena benämns Großes Selbstbildnis. |      |
| Self Portrait with beret (Självporträtt med barett) | cirka 1657      | 52,7 x 42,7   | olja på duk          | Scottish National Gallery, Edinburgh                       | |      |
| Self-Portrait | 1658            | 133,7 x 103,8 | olja på duk          | Frick Collection, New York                                 | |      |
| Self-Portrait | 1659            | 84,5 x 66     | olja på duk          | National Gallery of Art, Washington                        | På National Gallery of Art sedan 1937. |      |
| Self-Portrait | 1660            | 80,3 x 67,3   | olja på duk          | Metropolitan Museum of Art, New York                       | På Metropolitan Museum of Art sedan 1913. |      |
| Self Portrait with two circles (Självporträtt med två cirklar) | 1665–1669       | 116,3 x 97,2  | olja på duk          | Kenwood House, London                                      | Namnet anspelar på de två cirklarna som är målade på väggen bakom konstnären. Trots spekulationer har ingen kunnat säkert fastställa vad cirklarna ska föreställa. |      |
| Autoportrait au chevalet et à l'appuie-main de peintre Zelfportret aan de ezel (Självporträtt vid staffliet)                                                                             | 1660            | 111 x 85      | olja på duk          | Louvren, Paris                                             | |      |
| Zelfportret als de apostel Paulus (Självporträtt som aposteln Paulus) | 1661            | 91 x 77       | olja på duk          | Rijksmuseum, Amsterdam                                     | I detta självporträtt har han avbildat sig som aposteln Paulus. Svärdet, som sticker ut under hans mantel, och manuskriptet är apostelns helgonattribut. |      |
| Zelfportret als Zeuxis (Självporträtt som Zeuxis) | cirka 1662–1663 | 82,5 x 65     | olja på duk          | Wallraf-Richartzmuseet, Köln                               | Zeuxis var en målare i antikens Grekland. |      |
| Zelfportret (Självporträtt) | 1668-1669       | 71 x 54       | olja på duk          | Uffizierna, Florens                                        | |      |
| Zelfportret (Självporträtt) | 1669            | 65,4 x 60,2   | olja på duk          | Mauritshuis Haag                                           | |      |
| Self portrait at the age of 63 (Självporträtt 63 år gammal) | 1669            | 86 x 70,5     | olja på duk          | National Gallery, London                                   | |      |